# Legenda Carpaților
Legenda Carpaților (în ucraineană Легенда Карпат, transliterat: Lehenda Karpat) este un film istoric⁠(d) de aventuri ucrainean regizat de Serhii Skobun⁠(d) și inspirat din viața lui Oleksa Dovbuș, cel mai faimos dintre conducătorii insurgenților ucraineni (oprîșkî⁠(d)) din Munții Carpați.
Lansarea filmului în rețeaua ucraineană de cinematografe a fost planificată pentru decembrie 2017, dar regizorul Serhii Skobun a anunțat în octombrie 2017 că filmul va fi lansat în aprilie 2018 de compania de distribuție UFD. Filmul a fost lansat în cinematografele ucrainene pe 29 martie 2018. Titlul său de lucru a fost Олекса Довбуш: Легенда Карпат (în traducere: „Olexa Dovbuș: Legenda Carpaților”).

## Distribuție
- Valeri Harcîșîn⁠(d) — Oleksa Dovbuș
- Maria Iaremciuk — Maricika, iubita lui Dovbuș
- Mîhailo Hrîțkan⁠(d) — unchiul lui Oleksa Dovbuș
- Bohdan Lastivka⁠(d) — pan Pșeluțkîi
- Zahari Novîțkîi⁠(d) — pan Tîșkivskîi
- Oleksandr Koșara — Ivan Dovbuș
- Oleksandr Malaiko — Vasîl Orfeniuk
- Iuri Marceak — tatăl Maricikăi
- Anatoli Ciumacenko — molfarul
- Nadia Bokaturo — Nadia
- Anna Sterlikova — Hanna
- Olha Skobun — Odarocika
- Vasîl Uhrîn — preotul
- Dmîtro Rudîi — Ciornohuz
- Oleksandr și Iuri Skobun — gemenii Djîmîjuki
- Serhii Ahremenko — Andrii Lavriv
- Oleksandr Skobun — haiducul tânăr
- Vasîl Kozma — Tanasovîci
- Serghei Harcenko - Lelet
- Hrîhori Rudenko-Kraievskîi — Zozulea
- Serhii Lefor — pan Kulcîțkîi